# Tuleta (Teksas)
Tuleta je naseljeno mjesto za statističke potrebe u američkoj saveznoj državi Teksas. Prema popisu stanovništva iz 2010. u njemu je živjelo 288 stanovnika.